# Catechesi Tradendae
 (mars 2018).
Si vous disposez d'ouvrages ou d'articles de référence ou si vous connaissez des sites web de qualité traitant du thème abordé ici, merci de compléter l'article en donnant les références utiles à sa vérifiabilité et en les liant à la section « Notes et références ».
Catechesi Tradendae est une exhortation apostolique post-synodale du pape Jean-Paul II, publiée le 16 octobre 1979, sur le thème de la transmission de la foi (catéchèse) en ces temps contemporains.

## Occasion
L’exhortation  apostolique conclut la quatrième Assemblée générale du Synode des évêques catholiques qui s'est tenue à Rome en 1977, sous le pontificat de Paul VI. Il avait pour thème ‘la catéchèse à l’époque contemporaine’, avec une référence particulière à la catéchèse des enfants et des jeunes. Le travail de rédaction du document, réalisé sur base des documents synodaux, débuta sous Paul VI, et fut achevé par Jean-Paul II.
Dans cette exhortation adressée aux évêques, clergé et aux fidèles de l'Église catholique le pape aborde le sujet de la transmission de la foi (c’est-à-dire ‘catéchèse’) comme étant vaste mais très pertinent et sans doute un des plus importants si l’on souhaite consolider les fruits du synode.

## Contenu
L’expérience et la nécessité de transmettre la foi est aussi ancienne que l’Église. On la voit présente dans le livre des ‘Actes des apôtres’ et les écrits de saint Paul. Les Pères de l’Église en parlent, certains étant particulièrement connu pour leur catéchèse, et les conciles en traitent à intervalles réguliers. Elle correspond à un stade particulier du processus d’évangélisation. 
La proclamation de la Bonne nouvelle doit être consolidée par un enseignement systématique adapté du contenu de la foi chrétienne. Cela doit se faire par l’adoption d’une pédagogie inculturée, c'est-à-dire adaptée non seulement aux particularités linguistico- culturelles et religieuses des peuples et pays mais également à la psychologie des âges et personnes concernées, y compris de celles qui soufflent d’un handicap, quel qu’il soit.
La transmission de la foi ne se limite pas aux cours de catéchisme. Célébrations liturgiques (sermons et homélies), pèlerinages, rencontres familiales ou autres sont d’autres lieux permettant une catéchèse indirecte. Les moyens de communications sociales sont tout autant des vecteurs à utiliser pour cette mission d’Église. 
De même la transmission de la foi ne concerne pas seulement les professionnels de la catéchèse et les théologiens mais tous les fidèles chrétiens, de par leur baptême, et même les associations de fidèles et autre organisations chrétiennes.
L’exhortation invite à appeler l’Esprit-Saint à l’aide, dans ce travail de transmission de la foi et à s’inspirer du pédagogue par excellence: Jésus.